# Fürstenfelder Schnellstraße
De S7 of Fürstenfelder Schnellstraße is een deels nog in aanleg zijnde Schnellstraße in Oostenrijk. De weg zal 28,4 km lang worden. De S7 zal de omgeving van Graz verbinden met Boedapest vanaf knooppunt Riegersdorf van de A2 via Fürstenfeld naar de grens met Hongarije (M80). Het eerste deel tussen de A2 en Dobersdorf werd geopend in maart 2024.
Autobahnen: A1 · A2 · A3 · A4 · A5 · A6 · A7 · A8 · A9 · A10 · A11 · A12 · A13 · A14 · A21 · A22 · A23 · A24 · A25 · A26
Schnellstraßen: S1 · S2 · S3 · S4 · S5 · S6 · S7 · S8 · S10 · S16 · S18 · S31 · S33 · S34 · S35 · S36 · S37